# Zasada ograniczonego wyboru
Zasada ograniczonego wyboru (ZOW), opisana po raz pierwszy przez Alana Truscotta jako „Principle of restricted choice” to brydżowa zasada mówiąca iż:
jeżeli gracz wykonał zagranie które mogło być wyborem spośród zagrań równoważnych, to wzrasta szansa układu, w którym miał ograniczony wybór (tzw. musiał tak zagrać jak zagrał – nie miał wyboru).
ZOW jest brydżowym odpowiednikiem paradoksu Monty’ego Halla i opiera się o twierdzenie Bayesa.
| A1098 |
|       |
| xxx   |

Załóżmy taki układ kart jak na diagramie po lewej stronie, rozgrywający gra na impas najpierw do dziewiątki którą E pobił waletem, a następnie do dziesiątki którą E wziął królem.  S gra ponownie w ten kolor i W dokłada to tej lewy blotkę, czy należy teraz zaimpasować ponownie czy zagrać asa z góry?
Z punktu widzenia rozgrywającego istotne są dwa układy kart u przeciwników: Dxxx – KW i xxx – KDW. W pierwszym przypadku wygrywa położenie ósemki, w drugim przykładzie wygrywającym zagraniem jest as. W pierwszym przypadku (KW) mógł zagrać jego karty na dwa sposoby – najpierw zabić królem, a później waletem lub odwrotnie. W drugim przypadku (KDW) miał on aż sześć sposobów zagrania swoich kart – KD, DK, KW, WK, DW lub WD. Ponieważ jednak na stole nie pojawiła się do tej pory dama, szansa podziału xxx-KDW maleje. Szansa wytasowania podziału Dxxx-KW wynosi 1,61%, szansa skorygowana (2 wybory, a więc 1,61%/2) wynosi 0,805%. Szansa wytasowania podziału xxx-KDW wynosi 1,78% ale szansa skorygowana (6 wyborów, a więc 1,78%/6) wynosi 0,297%.  Optymalną strategią jest więc gra na impas, pomimo że a priori szansa na podział xxx-KDW jest wyższa od szansy na podział Dxxx-KW, jednak a posteriori, po uwzględnieniu ZOW wyższa staje się szansa na podział 4-2.

| AK10x |
|       |
| 98xx  |

Stosunkowo często spotykana jest sytuacja jak na diagramie po lewej stronie kiedy rozgrywającemu brakuje 5 kart w kolorze tym damy i waleta. Rozgrywający gra asa na którego z prawej strony spada dama. Ponownie, z punktu widzenia rozgrywającego istotne są tylko dwa rozkłady u przeciwników: xxx – DW lub Wxxx – D. Szansa wytasowania pierwszego z nich wynosi 3,39%, a drugiego tylko 2,83% ale z kartami DW siedzący po prawej stronie gracz mógł zagrać damę lub waleta, ponieważ zagrał damę to prawdopodobieństwo takiego układu maleje o połowę – 3,38%/2 = 1,70%. Według ZOW należy więc zaimpasować waleta.